# Gavello

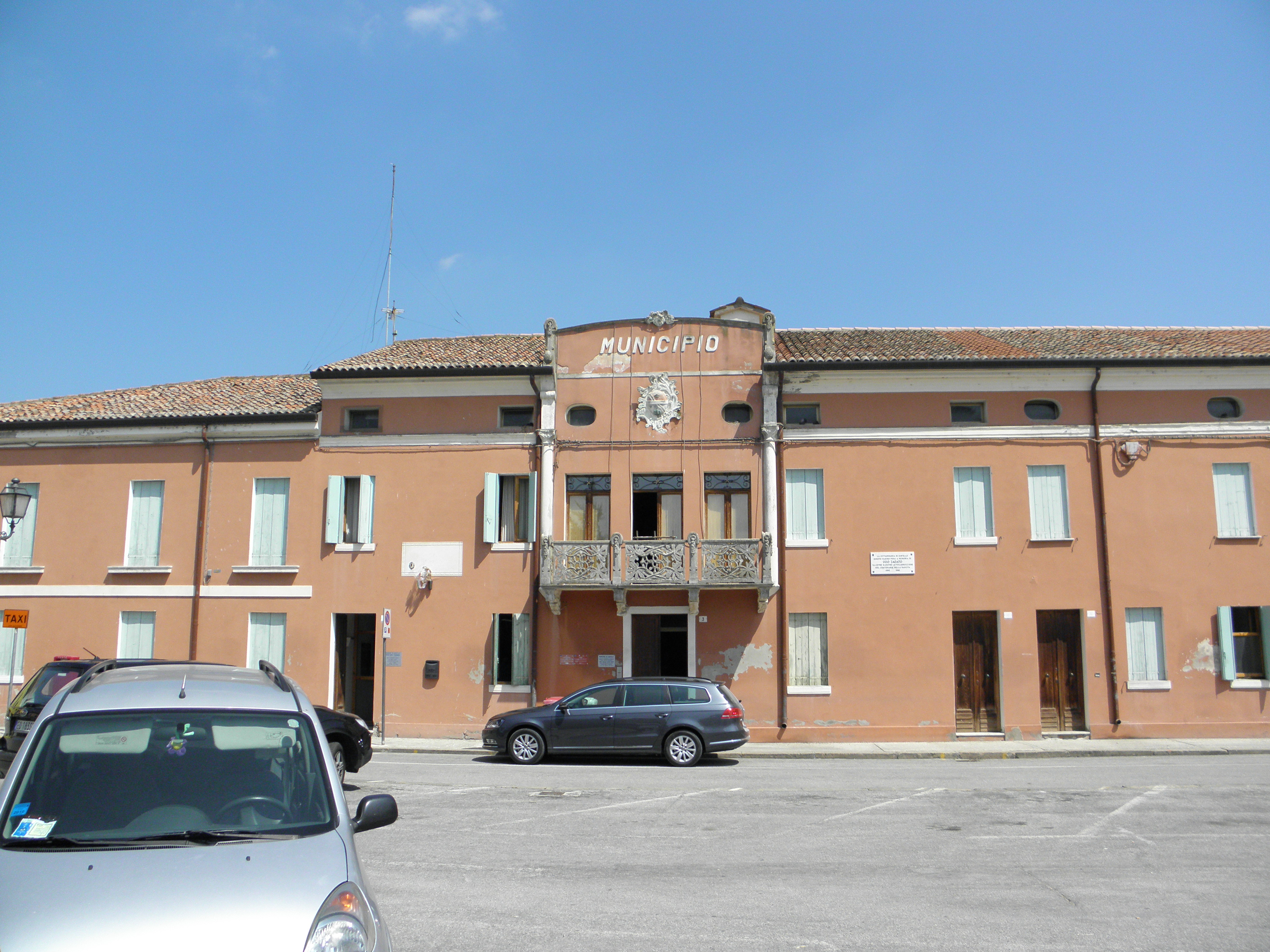
Der Palazzo Grimani (Sitz der Gemeindeverwaltung) in Gavello

Gavello ist eine nordostitalienische Gemeinde (comune) mit 1444 Einwohnern (Stand 31. Dezember 2023) in der Provinz Rovigo in Venetien. Die Gemeinde liegt etwa elf Kilometer ostsüdöstlich von Rovigo.

## Persönlichkeiten
- Ugo Zagato (1890–1968), Designer
- Fabrizio Poletti (* 1943), Fußballspieler und -trainer